# Otávio Velho
Otávio Guilherme Cardoso Alves Velho (São Paulo, 30 de setembro de 1941) é um antropólogo brasileiro, Professor Emérito da Universidade Federal do Rio de Janeiro e pesquisador da área de Antropologia da Religião.

## Carreira
Bacharel em Ciências Políticas e Sociais pela PUC-RJ (1964), é mestre em Antropologia Social pela UFRJ 1970, doutor em Filosofia pela Universidade de Manchester 1973, com pós-doutorado pela Stanford University (1981). professor titular (1993) e professor emérito (2005) de Antropologia Social da Universidade Federal do Rio de Janeiro, é também pesquisador emérito do Departamento de Antropologia/Museu Nacional/UFRJ.[carece de fontes?]
Em 2014 foi aclamado Presidente de Honra da Sociedade Brasileira para o Progresso da Ciência SBPC, tendo sido membro da diretoria da SBPC por três mandatos, ocupando os cargos de secretário (1983-1985), vice-presidente (2007-2009 e 2009-2011) e membro do conselho, também por três mandatos (1979-1983, 1985-1989 e 1995-1999). Desde 2014 é Membro Titular da Academia Brasileira de Ciências.
Otávio Velho também é membro do Conselho Superior da Fundação de Amparo à Pesquisa do Rio de Janeiro (Faperj). Presidiu a Associação Nacional de Pós-Graduação e Pesquisa em Ciências Sociais (Anpocs) entre 1986 e 1988. Foi também presidente do Instituto de Estudos da Religião - ISER (1989-1990).
Foi editor científico da revista Ciência Hoje da SBPC e membro do Conselho Diretor do Projeto Ciência Hoje, de 1997 a 2001.
É irmão do também antropólogo Gilberto Velho.[carece de fontes?]

## Prêmios
Detentor da Grã-Cruz da Ordem Nacional do Mérito Científico, da Medalha Roquette Pinto de Contribuição à Antropologia Brasileira outorgada pela Associação Brasileira de Antropologia e da medalha Carlos Chagas Filho de Amparo à Pesquisa do Estado do Rio de Janeiro.[carece de fontes?]

## Publicações
Além de artigos em periódicos especializados e obras coletivas nos Estados Unidos, Grã-Bretanha, Argentina, Peru, Holanda, Suécia, Suíça, Portugal e Itália, Otávio Velho publicou os seguintes livros:[carece de fontes?]
- Besta-Fera: Recriação do Mundo. Relume-Dumará, 1995;
- Sociedade e Agricultura. Zahar, 1982;
- Capitalismo Autoritário e Campesinato Difusão Européia do Livro, 1976, 1979;
- Frentes de Expansão e Estrutura Agrária Zahar, 1972, 1981.
- Mais realistas do que o Rei – Ocidentalismo, religião e modernidades alternativas. Topbooks, 2007. ISBN 978-8574751351
- Circuitos Infinitos. São Paulo, Attar, 2015. ISBN 978-8585115210
- Antinomias do Real, Editora UFRJ, 2018. ISBN 978-8571084247